# Corralejo
Corralejo est la localité la plus importante de la commune de La Oliva, au nord de Fuerteventura, une des sept îles des Canaries.

## Présentation
C'est la deuxième ville de l'île après la capitale Puerto del Rosario. Sa population était de 13 000 habitants en 2008 , et de plus de 24 000 habitants en 2014 .
Mais depuis l'arrivée massive d'Italiens à partir de 2015, elle compte à la fin de 2017 plus de 30 000 habitants.
Corralejo est dominée par le volcan éventré Bayuyo (altitude : 271 m).
Corralejo est à l'origine un petit port de pêche. Le village est devenu en quelques décennies un important centre touristique, avec de nombreux hôtels, résidences et centres commerciaux, dont le plus grand est le Centre commercial El Campanario.
La ville possède une usine de désalinisation d'eau de mer alimentée par deux éoliennes.
À l'est de Corralejo, s'étendent les dunes du Parc naturel de Corralejo et l'Île de Los Lobos.

## Port de Corralejo
Depuis le port de Corralejo partent des ferries vers Playa Blanca sur l'île de Lanzarote, située à 15km et des bateaux d'excursions vers l'île de Los Lobos.